# Karl Heinrich Baumgärtner

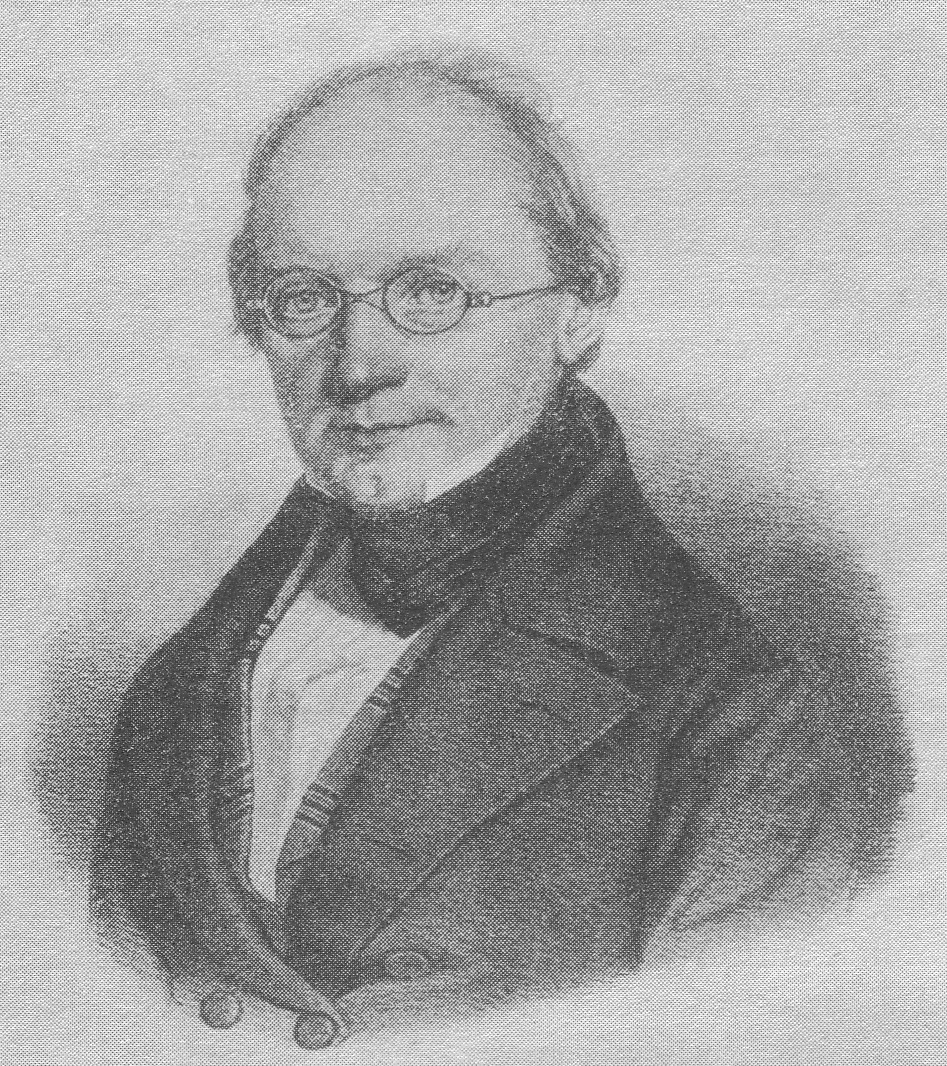
Karl Heinrich Baumgärtner

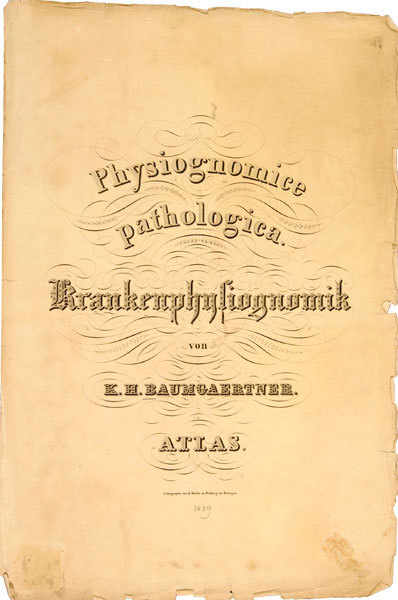
Krankenphysiognomik (1839)

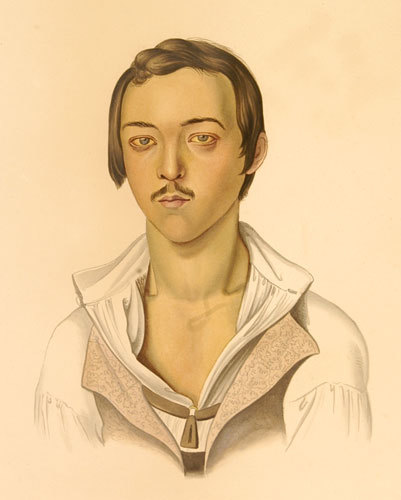
Gelbsucht (1839)

Karl Heinrich Baumgärtner (* 21. Oktober 1798 in Pforzheim; † 11. Dezember 1886 in Baden-Baden) war ein deutscher Mediziner.

## Leben
Der Sohn des Obervogtes Johann Friedrich Baumgärtner besuchte das Karlsruher Lyzeum und studierte ab 1815 in Tübingen Medizin. Im folgenden Jahr wechselte er nach Heidelberg und schloss 1818 mit Staatsprüfung und Promotion ab.
Er war Mitglied der Corps Suevia Tübingen und Suevia Heidelberg (1816).
Nachdem er in zivilen und militärischen Krankenhäusern (u. a. in Rastatt) gearbeitet hatte, bereiste er 1823 England und Frankreich. Von 1824 bis 1862 war er als Professor für Pathologie an der Albert-Ludwigs-Universität Freiburg tätig. Dort war er 1857 Prorektor und wurde Ehrenbürger der Stadt Freiburg. Ab 1866 hielt er sich meist in Baden-Baden auf, wo er 20 Jahre später verstarb.

## Werk
Baumgärtner war einer der Initiatoren des Neubaus der Freiburger Uni-Klinik und der Poliklinik. Seine Schriften behandelten Pathologie, Physiologie aber auch Religion und Lyrik, welche meist Themen der Stauferzeit thematisierte.
In Freiburg versuchte er 1830 nachzuweisen, dass durch die Spaltungen des Eidotters kugelige Massen entstehen, aus denen sich die Einzelteile des Tieres entwickeln. Diese Bildungskugeltheorie ist ein Vorläufer der Zelltheorie von Theodor Schwann.

## Veröffentlichungen (Auswahl)
- Ueber die Natur und die Behandlung der Fieber oder Handbuch der Fieberlehre ; nebst einem Anhang über die Brustbräune, Frankfurt a. M. : Brönner 1827 
  - Band 1 Digitalisat BSB München
  - Band 2 Digitalisat BSB München
- Beobachtungen über die Nerven und das Blut in ihrem gesunden und krankhaften Zustande. : von Dr. Karl Heinrich Baumgärtner. Freiburg : Druck und Verlag der Universitäts-Buchhandlung der Gebrüder Groos 1830 Digitalisat BSB München, Digitalisat BSB München (2. Ex.)
- Dualistisches System der Medicin oder Lehre von den Gegensätzen in den Kräften im lebenden thierischen Körper. 1837. 2 Theile in 3 Bdn:
  - 1.Theil: Grundzüge zur Physiologie und zur allgemeinen Krankheits und Heilungslehre. 1837; 2. Auflage 1842;
  - 2. Theil. 1+2. Bd.: Handbuch der speciellen Krankheits- und Heilungslehre mit besonderer Rücksicht auf die Physiologie. Stuttgart, Leipzig : Rieger & Wien : Gerold 1835; 2. Auflage ebenda 1837; 4. Auflage 1847–1848.
    - 1. Aufl.
      - Band 1 (1835) Digitalisat BSB München
      - Band 2 (1835) Digitalisat BSB München

    - 2. verb. und verm. Auflage 
      - Band 1 (1837) Digitalisat BSB München
      - Band 2 (1837) Digitalisat BSB München

    - 4. verm. und verb. Aufl.
      - Band 1 (1847) Digitalisat BSB München
      - Band 2 (1847) Digitalisat BSB München
- Krankenphysiognomik, mit Atlas von 72 illuminirten Portraits. Stuttgart : Rieger
  - 1. Aufl. 1839
  - 2. Aufl. 1842 Digitalisat BSB München
- Lehre von den Gegensäzen in den Kräften im lebenden thierischen Körper : ein Grundriss zur Physiologie und allgemeinen Pathologie und Therapie. Stuttgart : Scheible, Rieger & Sattler
  - 2. verm. und verb. Aufl. 1842 Digitalisat California im Hathitrust = Kopie auf Google Books
- Beiträge zur Physiologie und Anatomie, von Dr. K.H. Baumgärtner ... Mit acht Tafeln : Aus den Grundzügen zur Physiologie und zur allgemeinen Krankheits- und Heilungslehre, 2te Auflage, besonders abgedruckt. Stuttgart, Scheible, Rieger & Sattler, 1842 Digitalisat Chicago im Hathitrust = Kopie Google Books
- Neue Untersuchungen in den Gebieten der Physiologie und der praktischen Heilkunde. 1845
- Neue Behandlungsweise der Lungenentzündung. 1845
- Handbuch der speciellen Krankheits- u. Heilungslehre für praktische Aerzte u. Studirende geschrieben
  - 4. Aufl. Stuttgart : Scheible, Rieger & Sattler 1847
  - Band 1 Digitalisat BSB München, Digitalisat SB Bamberg
  - Band 2 Digitalisat BSB München, Digitalisat SB Bamberg
- Lehrbuch der Physiologie, Stuttgart, Rieger’sche Verlagsbuchhandlung, 1853
  - Band 1 Digitalisat BSB München
  - Band 2 Physiologischer Atlas. Mit 46 Tafeln. Stuttgart, Rieger’sche Verlagsbuchhandlung, 1853 Digitalisat BSB München
- Lehrbuch der Physiologie mit Nutzanwendungen auf die ärtliche Praxis. Stuttgart : Rieger'sche Verlagsbuchhandlung, 1853 Digitalisat Michigan im Hathitrust = Kopie Google Books
- Grundzüge zur Physiologie und zur allgemeinen Krankheits- und Heilungslehre (Stuttgart 1854)
- Schöpfungsgedanken: Physiologische Studien für Gebildete. Freiburg : Friedr. Wagner 1856+1859
  - 1. Theil : Der Mensch Digitalisat BSB München
  - 2. Theil : Blicke in das All Digitalisat BSB München
- Die Weltzellen – Mit Betrachtungen über die Glaubensbekenntnisse, Leipzig, 1875